# Dolichowithius vicinus
Espèce
Dolichowithius vicinus est une espèce de pseudoscorpions de la famille des Withiidae.

## Distribution
Cette espèce est endémique du Paraguay. Elle se rencontre vers Puerto Max.

## Publication originale
- Beier, 1932 : Zur Kenntnis der Cheliferidae (Pseudoscorpionidea). Zoologischer Anzeiger, vol. 100, p. 53-67.